# Канада на зимних Олимпийских играх 1924
Канада была в числе стран-организаторов и участников «Недели зимнего спорта, посвященной предстоящим Играм VIII Олимпиады в Париже», впоследствии переименованной в зимние Олимпийские игры 1924, и заняла 8-е место в общекомандном зачёте.

## Медалисты
| Медаль | Спортсмен | Вид спорта | Дисциплина |
| ------ | --- | ---------- | ---------- |
| Золото | Джон Кэмерон Эрнест Коллет Берт Маккеффри Харолд Макманн Дункан Манро Уильям-Бэтти Рэмзи Сирил Слейтер Реджиналд Смит Гарри Уотсон | Хоккей     | Мужчины    |